# اندیس شرق خرق
شرق خرق یک اندیس فلزی است که در حوالی شهر مشکان استان خراسان قرار دارد و مادهٔ معدنی موجود در آن، مس است.سنگ میزبان این اندیس ولکانیک ، پیروکسن بازالت است و دیرینگی آن به دوران ائوسن می‌رسد. در این اندیس، پاراژنز‌های مگنتیت، هماتیت، پیریت ، آزوریت ، کوارتز ،کلسیت، باریت یافت می‌شوند.